# Жіночий простір
Приміщення (простори) лише для жінок (англ. Women-only spaces) — це території, де дозволяється перебувати лише жінкам (в деяких випадках і дітям), цим забезпечуючи місце, де їм не доводиться взаємодіяти з чоловіками. Багато культур світу мали та досі мають певні форми жіночого усамітнення, де жінки можуть уникнути гендерованого насильства та сексуальних домагань.

## Мета і передумови
Місця, призначені лише для жінок, є формою статевої сегрегації, і такі практики, як громадські туалети лише для жінок, пасажирські автомобілі лише для жінок, місця у громадському транспорті або місця для паркування жінок можуть бути описані з використанням обох термінів. Їх іноді називають безпечними місцями. Мета полягає в тому, щоб надати жінкам зону, вільну від чоловіків та переслідувань. Багато феміністичних науково-фантастичних творів відбуваються у світах, що складаються лише з жінок, або там, де жінки живуть окремо від чоловіків.

## Історія
Підйом фемінізму першої хвилі, включаючи тривалу боротьбу жінок за виборче право, доступ до освіти та професій (в англомовних суспільствах), призвів до різних ініціатив з розширення можливостей жінок.
- У 1910-х і 1920-х роках у США широко закликали створити жіночі вітальні та кімнати відпочинку для розміщення сільських жінок, які їздили в окружні міста та містечка для ведення бізнесу. Кімната відпочинку для жінок у Льюїсбурзі, штат Теннессі, може бути останньою окремою кімнатою в цьому штаті, яка все ще використовується.[2]
- Звичайним для жінок був обідній зал, призначений лише для жінок, який почав з'являтися в північноамериканських готелях та ресторанах з 1830 року, коли для жінок було все ще соціально неприйнятним вечеряти в громадських місцях без чоловічого супроводу.
- У 1929 році Вірджинія Вулф опублікувала впливовий феміністичний нарис під назвою «Своя кімната», де обгрунтувала відсутність тяглої традиції жіночої літературної творчості відсутністю у жінок власного простору, де б їх час і зосередження не переривали дотатньо для створення та вдосконалення літературного твору.[3]

## Приклади

### Особиста гігієна

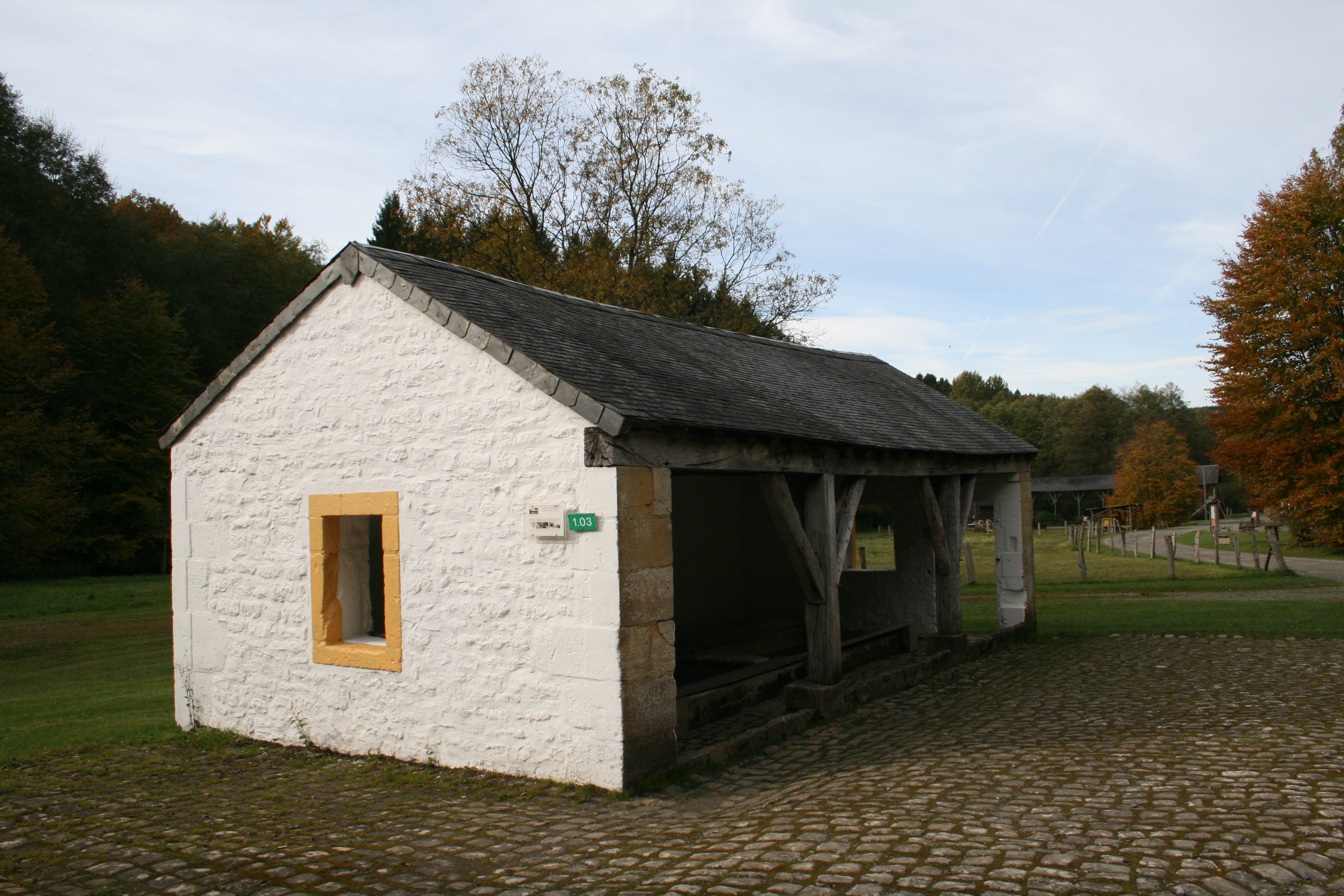
Відновлений лавуар (лазня) у Бельгії

Оголеність у багатьох культурах обмежувалась, місця для вмивання, купання, особистої гігієни (зокрема менструальної) мають високий ризик сексуального насильства, тож традиційно є розділеними за статтю. Громадські лазні можуть розділяти чоловіків і жінок за часом або простором.
- Майже у всіх країнах громадські туалети розділені за статтю.

- Турецька лазня, хамам, головна функція ― гендерний соціальний простір.
- Міква, єврейська ритуальна лазня.

### Охорона здоров'я, материнство талактація
Історично склалося так, що деякі служби охорони здоров'я жінок (особливо навколо пологів) працювали з жінками. 
- У кінці XIX століття жінки вибороли розширений доступ до освіти, лікарні наймали лікарок для пацієнток; медсестри до цього моменту були майже виключно жінками.
- Кімната для годування грудьми ― це сучасний, переважно американський феномен, призначений для використання електричних молоковідсмоктувачів та охолодження зцідженого молока. У багатьох країнах місця для годування немовлят жінками можуть називати приміщеннями для годування груддю або місцями для годування. Період післяпологового перебування традиційно був часом, коли новоспечені матері вчились доглядати за немовлям від старших та досвідченіших жінок.

- Під час другої хвилі фемінізму медичні активістки створили феміністичні центри охорони здоров'я, особливо в США.
- Психіатричні стаціонари, як правило, мають жіноче та чоловіче відділення.

### Постраждалі віднасильства проти жінок
- Шелтери (притулки) для жінок (часто разом із дітьми), що постраждали від домашнього, сексуального або іншого гендерного насильства (як-от, нон-гетеро жінки на грунті гомофобії чи лесбофобії), є не тільки закритими для чоловіків, аби запобігти психологічній ретравматизації постраждалих та повторенню насильства, а й таємними (кривдник часто переслідує жінку, яка наважилась піти зі стосунків). Це оговорено в міжнародних політиках захисту прав жінок, таких, як Стамбульська конвенція.

### Транспорт
У зв'язку з частими випадками сексуального насильства у транспорті деякі країни чи міста впроваджують в якості запобіжного заходу окремий безпечний транспорт для жінок, як-от:
- Жіночі вагони у залізничному транспорті;
- Жіночі вагони в метрополітені (Японія).

### Військові, поліція та в'язниці
- Ув'язнення жінок у більшості країн відбувається в одностатевих в'язницях або крилах лише для жінок у більших чоловічих в'язницях.
- У деяких країнах працюють окремі служби для жінок, наприклад, Королівські ВПС Великої Британії для жінок.

### Спорт
Багато любительських та професійних видів спорту розділені за статтю через різницю в нормативах, які здатне виконати однаково треноване чоловіче та жіноче тіло (див. Жіночий спорт). З 2010-х ця рамка поступово розмивається атлетами з чоловічою тілесністю, що виступають у жіночому спорті як трансгендерні жінки. Див. Трансгендерні люди у спорті.

### Освіта
- Жіночі вищі та середні навчальні заклади були поширені на етапі зародження та розвитку жіночої освіти. Нині в розвинутих державах функціонують найстаріші і найпрестижніші з них.
- Дівчатка навчаються окремо від хлопчиків у країнах, де жіноча освіта обмежена чи малорозвинена, як сегрегована верства населення.

### Релігія
У зв'язку з фундаменталістськими уявленнями про шкоду присутності жінки в церкві та однієї з чоловіком обрядовості в багатьох традиційних релігіях жінок сегрегували, зокрема й територіально: 
- Жіночі мечеті, що існували століттями в Китаї; у 21 столітті по всьому світу були створені нові приклади.
- Більш загально, простір для жінок у більшості мечетей, див. Гендерне розділення в мечетях.
- Гендерне розділення в юдаїзмі, як, наприклад, мехіца, яка використовувалась для розмежування жіночого простору в синагозі.
- Жіночі монастирі християнських черниць.
- Подвійний монастир, з окремим простором для ченців та черниць.
- Бегінаж, помешкання для жінок у таких країнах, як Бельгія та Нідерланди.

### Феміністські простори
- З розвитком феміністичного руху активістки почали відкривати місця культурного відпочинку для жінок, такі як women-only кафетерії, бібліотеки тощо.
- Серед феміністичних онлайн-подій, зокрема з переходом фемактивізму в онлайн під час пандемії COVID-19, частими є male free заходи (без чоловіків). Хоча більшість феміністських подій є інклюзивними, такі заходи застосовуються для того, щоб зберегти фокус на жіночому дискурсі та підвищити рівень взаємодії учасниць і свободи висловлювання.

## Загрози
Жіночі простори не обходяться без викликів. Активісти за права чоловіків розпочали судові процеси, щоб отримати доступ до приміщень, призначених лише для жінок, наприклад, Stopps v Just Ladies Fitness (Metrotown) Ltd щодо тренажерного залу в Канаді. Доступ транс-жінок, із юридичним визнанням набутої статі або без нього, також іноді є спірним, як з етичної, так і з юридичної точок зору. У деяких випадках порушувались питання щодо цінності та законності конкретних приміщень, відведених для жінок.
Безпеку жіночих просторів, таких як жіночий спорт, туалети, тюрми, шелтери, роздягальні тощо, з розвитком трансгендерного руху, який ставить нові питання в цій царині, адвокатує радикальний фемінізм (див. Фемінізм і трансгендерність).
Джоан Ролінг, яка багаторічно фінансує шелтери для жінок, постраждалих від домашнього та сексуального насильства, публічно засуджували транс-активісти під час твіттер-скандалу 2020 року. У відповідь письменниця опублікувала відкритий лист, де обгрунтувала власну позицію щодо притулків, закритість яких для людей з чоловічими тілами є запорукою безпеки та здоров'я постраждалих.